# Ha jön az élet…
Ha jön az élet… – piąty album studyjny zespołu Pál Utcai Fiúk, wydany w roku 2000 na płycie kompaktowej i kasecie magnetofonowej. W 2007 roku płytę wydano ponownie. Do piosenek "Tréfa" i "Újra" nakręcono teledyski, a "Egyszer, Majd..." wydano jako jedyny singiel. Utwór "Angyal" został napisany dla córki członków zespołu: Gábora i Anikó.

## Lista utworów[1]
1. „Megfejtés” (Balázs Molnár) – 0:22
2. „1.2.3.1.” (Gábor Leskovics/Balázs Molnár) – 4:13
3. „Tréfa” (Gábor Leskovics/Balázs Molnár) – 4:41
4. „Bilincs” (Gábor Leskovics/Balázs Molnár)  – 4:46
5. „Angyal” (Gábor Leskovics) – 2:22
6. „Sorozat” (Balázs Molnár) – 5:10
7. „Egyszer, Majd...” (Gábor Leskovics/György Turjánszki) – 5:51
8. „Újra” ((Gábor Leskovics/Balázs Molnár)  – 2:37
9. „Lecsónak Jó Lesz” (Gábor Leskovics) – 4:07
10. „Kilencedik Hónap” (Gábor Leskovics/György Turjánszki) – 4:49
11. „Néha” (Gábor Leskovics/Balázs Molnár) – 4:24
12. „Indián” ((Gábor Leskovics/György Turjánszki)  – 5:00
13. „Ikrek” (Gábor Leskovics/Balázs Molnár) – 3:45
14. „Kisbolygó” (Balázs Molnár) – 2:15

## Twórcy
- György Turjánszki – gitara basowa, programowanie perkusji, syntezator, śpiew, aranżacje gitar
- Balázs Molnár – gitara, śpiew, syntezator, flet
- Anikó Potondi - śpiew
- Gábor Leskovics - gitara, śpiew, harmonijka ustna

Gościnnie
- Zoltán Farkas - perkusja, śpiew, programowanie perkusji
- István Huszár - pianino
- Barnabás Hidasi - pianino, syntezator

realizacja
- Barnabás Hidasi - Miks i realizacja